# Prvočinitel
V oboru abstraktní algebry je prvočinitel takový prvek {\displaystyle p} komutativního okruhu {\displaystyle R}, který není ani nulou ani jednotkou a který pro všechna {\displaystyle a,b\in R} splňuje podmínku, že pokud {\displaystyle p} dělí součin {\displaystyle ab}, pak {\displaystyle p} dělí {\displaystyle a} nebo {\displaystyle p} dělí {\displaystyle b}.
Jedná se o zobecnění prvočísel. V případě celých čísel jsou prvočiniteli právě prvočísla a čísla k nim asociovaná, tedy prvočísla vynásobená {\displaystyle -1}, tedy čísla {\displaystyle 2,-2,3,-3,5,-5,7,-7,11,-11,\dots }.

## Vlastnosti
- Je-li prvek {\displaystyle c} prvočinitelem, je prvočinitelem i prvek {\displaystyle c\cdot j} pro libovolnou jednotku {\displaystyle j}
- V libovolném oboru integrity platí, že prvočinitel je vždy ireducibilním prvkem, ale opačně to obecně neplatí (příklad níže). V Gaussových oborech, kde platí analogie Základní věty aritmetiky, také platí, že každý ireducibilní prvek je prvočinitelem.
- Prvek {\displaystyle c}, který není jednotkou, je prvočinitelem právě tehdy, když je jím generovaný hlavní ideál {\displaystyle \left(c\right)} nenulovým prvoideálem

## Příklady
- například čísla {\displaystyle -2} a {\displaystyle 5} (a mnohá jiná) v oboru celých čísel
- například prvek {\displaystyle 2+i} (a mnohé jiné) v oboru Gaussových celých čísel
- například mnohočlen {\displaystyle x^{2}+1} (a mnohé jiné) v polynomiálním okruhu všech mnohočlenů s koeficienty z okruhu celých čísel
- v oboru integrity {\displaystyle \mathbb {Z} [i{\sqrt {5}}]}, jehož prvky jsou čísla tvaru {\displaystyle a+bi{\sqrt {5}}} pro {\displaystyle a,b\in \mathbb {Z} }, je sice číslo 2 ireducibilním prvkem, ale přestože dělí číslo 6, nedělí ani jeden z činitelů {\displaystyle (1+i{\sqrt {5}})\cdot (1-i{\sqrt {5}})=6}, tedy se nejedná o prvočinitele.
- protože všechny prvky těles jsou buď nulou nebo jednotkami, neobsahují tělesa žádné prvočinitele